# Lamyra nobilis
Lamyra nobilis är en tvåvingeart som först beskrevs av Walker 1871.  Lamyra nobilis ingår i släktet Lamyra och familjen rovflugor.
Artens utbredningsområde är Djibouti. Inga underarter finns listade i Catalogue of Life.